# Pyhrn–Eisenwurzen
Koordinaten: 47° 50′ N, 14° 15′ O
Pyhrn–Eisenwurzen ist eine Region im Südosten Oberösterreichs.

## Geographie
Die Region umfasst das Kremstal, das Steyrtal und das Ennstal, in einem weiteren Sinne auch das Almtal westlich. Das Gebiet bildet den gebirgigeren Südteil der Region Steyr-Kirchdorf, das ist der Südosten des Traunviertels, und stellt die Grenzregion zum niederösterreichischen Mostviertel und den steirischen Regionen Liezen und Hochsteiermark dar.
Namengebend sind der Pyhrnpass mit der Autobahn (A9) und die grenzübergreifende Eisenwurzen östlich der Enns. Die wichtigsten Berge hier sind im Westen die Warscheneckgruppe und Prielgruppe (Ostteil des Toten Gebirgs), Reichraminger Hintergebirge, Sengsengebirge, die Haller Mauern und die östlichen Berge der Ybbstaler Alpen mit der Voralpe, dem Dreiländereck mit den Nachbarbundesländern. Die Region ist neben dem Salzkammergut (zu dem man auch das Almtal noch zählt) die zweite Region Oberösterreichs in den Alpen. Das touristische Zentrum der Gegend ist heute der Nationalpark Kalkalpen.

## Ehemalige Tourismusregion
Die Region wurde 2000 mit der Oö. Tourismusgemeinden- und Tourismusregionsverordnung als Tourismusregion eingerichtet. Darin gingen auch der Kurverband Bad Hall, der Tourismusverband Windischgarstner Tal und der Tourismusverband Weyer auf. Schon 2003 wurde sie aber mit der Verordnung über die Errichtung von Tourismusverbänden in die fünf Teilregionen Almtal, Bad Hall–Kremsmünster, Pyhrn-Priel, Nationalpark Region Steyrtal und Nationalpark Region Ennstal aufgeteilt. Das Vorland und die vier Täler hatten – trotz des 1997 gegründeten Nationalparks – zu unterschiedliche Strategien: das Almtal mit sanftem Tourismus und Engagement im Verbund des Salzkammerguts, das Kremstal mit dem Fokus auf das Schigebiet Hinterstoder, das Steyrtal mit dem Nationalpark und das Ennstal mit seiner Orientierung ins Gesäuse und die frühindustrielle Tradition der Eisenstraße und Eisenwurzen. Die Nationalparkregion wurde aber als gemeinsame Regionale Tourismuskonferenz (nach § 25a Oö. Tourismus-Gesetz) für Enns- und Steyrtal mit Bad Hall–Kremsmünster und Stadt Steyr als Partner beibehalten.
Zur Tourismusregion gehörten Adlwang, Asten, Bad Hall, Edlbach, Enns, Großraming, Grünburg, Hinterstoder, Kematen, Kirchdorf, Klaus an der Pyhrnbahn, Kremsmünster, Laussa, Losenstein, Micheldorf, Molln,  Pfarrkirchen, Reichraming, Rosenau, Roßleithen, Sattledt, Schlierbach, Sierning, Spital, St. Florian, St. Ulrich, Steinbach, Ternberg, Vorderstoder, Weyer-Land, Weyer-Markt und Windischgarsten.